# Dieciocho de Marzo, Chiapas
Dieciocho de Marzo är en ort i Mexiko.   Den ligger i kommunen Tila och delstaten Chiapas, i den sydöstra delen av landet, 700 km öster om huvudstaden Mexico City. Dieciocho de Marzo ligger 1 367 meter över havet och antalet invånare är 256.
Terrängen runt Dieciocho de Marzo är huvudsakligen bergig, men åt sydväst är den kuperad. Runt Dieciocho de Marzo är det ganska tätbefolkat, med 111 invånare per kvadratkilometer. Närmaste större samhälle är Chulum Juárez, 3,9 km väster om Dieciocho de Marzo. I omgivningarna runt Dieciocho de Marzo växer i huvudsak städsegrön lövskog.